# Reprobates : Aux portes de la mort
Reprobates : Aux portes de la mort (Next Life) est un jeu vidéo d'aventure développé par la société tchèque Future Games et publié par The Adventure Company. Il est conçu pour Microsoft Windows et utilise le moteur de jeu OGRE.

## Histoire
Un soir, Adam Raichl, jeune tchèque de 22 ans sort précipitamment de chez lui pour rejoindre sa petite amie. Pendant le trajet, il se laisse distraire par son téléphone portable au niveau d’une intersection et se fait violemment percuter par un camion-citerne. Il se réveille quelque temps plus tard totalement indemne, avec seulement de vague souvenirs de l’accident. Il remarque alors qu’il n’est pas à l’hôpital mais sur une île perdue au milieu de nulle part, peuplée de personnes qui semble toutes venir d’endroits et d’époques différentes.

## Accueil
- Jeuxvideo.com : 14/20[1]